# Wilhelm Andreas Haase

Wilhelm Andreas Haase

Wilhelm Andreas Haase (auch: Haasius; * 30. Juni 1784 in Leipzig; † 19. August 1837 ebenda) war ein deutscher Mediziner.

## Leben
Wilhelm Andreas war der älteste Sohn des Johann Gottlob Haase (1739–1801). Er hatte die Thomasschule zu Leipzig besucht und absolvierte im Anschluss ein Studium an der Universität Leipzig. Hier erwarb er den akademischen Grad eines Magisters der Philosophie, war auch Baccalaurus der Medizin geworden und habilitierte sich 1804 an der Leipziger Hochschule. 1807 promovierte er zum Doktor der Medizin. Er war als praktischer Arzt tätig gewesen und wurde 1812 außerordentlicher Professor der Medizin.
1819 wurde Haase vierter ordentlicher Professor für Therapie und Arzneimittellehre. Im Laufe seiner akademischen Tätigkeit stieg er 1821 in die dritte und 1823 in die zweite Professur auf, womit ein Kollegiat am großen Fürstenkollegium verbunden war. Als Beisitzer der medizinischen Fakultät, war er auch Beisitzer und Mitglied der niederrheinischen Gesellschaft für Natur und Heilkunde gewesen. Haase beteiligte sich auch an den organisatorischen Aufgaben der Leipziger Hochschule, richtete eine seit 1834 vom Königlich Sächsischen Ministerium unterstützte Sammlung von Arzneimitteln ein, die von seinem Nachfolger Albert Braune (1799–1848) noch ausgebaut wurde und war im Sommersemester 1824 sowie im Jahr 1834/35 Rektor der Alma Mater.
Wilhelm Andreas Haase war mit  Juliane Emilie geborene Wenck, der Tochter des Leipziger Universitätsprofessors Friedrich August Wilhelm Wenck, verheiratet. Aus dieser Ehe gingen fünf Kinder hervor, darunter Pauline (1815–1907), die Ehefrau von Moritz Schreber.

## Werke
- De glandulis Cowperi muscosis commentarius. Leipzig, 1803
- Diss. De glandularum definitione. Leipzig 1804
- Diss. Inaug. De tussi convulsiva. Leipzig 1807
- Progr. de digitali purpurea in Universum eiusque usu in morbis potissimum acutis commentatio; die 11 Martii. Leipzig 1812
- Ueber die Erkenntniss und Chur der chronischen Krankheiten des menschlichen Organismus. Leipzig 1817/18, 1820 (Online) (3. Bde.)
  - Bd. I. Einleitung und Krankheiten des irritabeln Systems.
  - Bd. II Krankheiten des sensiblen Systems.
  - Bd. III, Abt. 1.2. Krankheiten des vegitativen Systems. 1821
- De exanthematibus chronicis in universum. Leipzig 1820
  - Spec. I q. pro loco in med. Ordine def. D. 17. Mart. P. 1-35
  - Spec II ad audiendam orationem qua theapiae et materiae medicae munus professorium d. 18. Mart. Auspicabitur, invitat p 37-53
- Progr. de recto ruesacienium usu. Leipzig 1824, 1826
- Progr. de usu hydrargyri in morbis non syphiliticis; Prolusio 1-11. Leipzig 1827 (eigentl. 1826)
- Ueber die chronische Blasenkrankheit, (Pemphigus chronicus). In. Dresdner Zeitschrift für Natur und Heilkrankheiten. Bd. 1, 1820 Art. 10, S. 337
- Progr. Commentationis faba sancti Ignatii partic. I II. Leipzig 1823 (eigentl. 1822)